# IPhone 3G
iPhone 3G是一款苹果公司旗下的智能手机，是iPhone系列中的第二代。2008年6月9日，这款手机在苹果公司全球软件开发者年会中正式发布。iPhone 3G的内部结构与前代相似，但增加了一些模块，例如3G网络、辅助全球卫星定位系统等，透過這些技術，實現了網路的移動化。iPhone 3G搭载了当时最新的iPhone OS 2.0系统，受惠于新的系统，iPhone 3G增加了邮件推送、App Store等功能。

## 历史
2008年6月9日，苹果公司在22个国家正式发售iPhone 3G；iPhone 3G分为8GB版本与16GB版本，16GB版本有黑、白两种颜色可供消费者选择。iPhone 3G的下一代产品iPhone 3GS发售后，iPhone 3G依旧活跃在市场中，并以199美元的低价格主攻中、低端市场。2010年6月7日，苹果公司宣布iPhone 3G正式停产停售。

## 软件
2008年7月，开始发售的iPhone 3G搭载了新一代操作系统iPhone OS 2.0，这是iOS系统首次支援App Store、微软Exchange邮件同步系统等功能。2009年6月，苹果公司为iPhone 3G用户放出了iPhone OS 3.0的升级，此次升级使iPhone 3G开始支持多媒体短信、复制剪切黏贴等功能。2010年6月，苹果公司放出了iOS 4.0的系统更新，但iOS 4.0更新主要适用于较新的iPhone 3GS与iPhone 4，iPhone 3G用户升级后并没有获得诸如多任务、壁纸等新功能。2010年11月23日，苹果公司放出了iOS 4.2更新，iPhone 3G用户在升级系统后将获得YouTube投票功能，该更新还修复了一些安全漏洞。2010年11月22日，苹果公司放出iOS 4.2.1更新，这是iPhone 3G用户最后的一次系统更新，自此苹果公司宣布将不会继续为iPhone 3G用户放出系统更新。

## 硬件

### 设计
iPhone 3G的后盖由第一代iPhone的铝制改为了塑料製，手机的按钮则从塑料製改为了金属製。iPhone 3G推出了两种不同的颜色，分别为黑色与白色。iPhone 3G的尺寸比第一代iPhone大一些，其长110毫米、宽61毫米、厚12毫米。

### 螢幕与输入
iPhone 3G拥有一块3.5寸多点触控螢幕，螢幕分辨率为320 x 480像素、163 ppi。与前代iPhone相似，iPhone 3G在螢幕下共有3个传感器，自動就用户持有iPhone的方向，调整手机画面為横向画面或纵向画面。加速度传感器可用于控制第三方应用程序，其主要用于游戏功能。

### 处理器与存储
与前代iPhone一致，iPhone 3G搭载了Samsung S5L8900 32位RISC ARM11 620 MHz处理器（降频至412MHz）、PowerVR MBX Lite 3D图形处理器和128MB内存。

### 鏡頭
iPhone 3G在手机背部搭载了一枚200万像素的鏡頭，但iPhone 3G并不支援缩放、闪光灯、自动对焦与影片录制，但一些第三方软件可以实现其中一些功能。随着iOS系统的更新，iPhone 3G开始支持照片地理位置标签功能。

### 连接
除了前代iPhone支持的EDGE网络外，iPhone 3G还开始支持GPS导航、3G网络和多频UMTS/HSDPA。这些增强让iPhone 3G拥有更快的上网与下载速度。iPhone 3G支持30针接口，并利用此接口连接电脑或进行充电。iPhone 3G使用3.5毫米耳机接口，并解决了前一代iPhone的特殊接口问题，使得市面上大部分耳机均可在iPhone 3G上使用。

### 电池
iPhone 3G搭载了1150 mAh电池，与其他iPhone一样，用户不能随意更换或取出iPhone 3G的电池。苹果公司宣称满电量的iPhone 3G最高可进行6个小时Wi-Fi上网、25个小时音频或300个小时待机。

## 缺陷
在iPhone 3G上市之后，一些消费者声称他们的iPhone 3G有裂开的情况出现，这种问题在白色iPhone 3G上发生的最频繁；一些用户还抱怨称iPhone 3G的屏幕十分易碎。iPhone 3G用户虽然可以进行iOS 4系统更新，但新一代iOS系统的许多功能不能在iPhone 3G上实现，并且升级了iOS 4的iPhone 3G出现了反应迟缓、电量下降快、手机过热等问题。

## 各代iPhone型號的時間軸
| iPhone型號年表 |
| -------------- |
|                |